# I Spy
I Spy är en amerikansk långfilm från 2002 i regi av Betty Thomas, med Eddie Murphy, Owen Wilson, Famke Janssen och Malcolm McDowell i rollerna. Filmen är baserad på en TV-serie från 1960-talet.

## Rollista
| Eddie Murphy     | – Kelly          |
| Owen Wilson      | – Alex           |
| Famke Janssen    | – Rachel         |
| Malcolm McDowell | – Gundars        |
| Gary Cole        | – Carlos         |
| Phill Lewis      | – Jerry          |
| Viv Leacock      | – T.J.           |
| Keith Dallas     | – Lunchbox       |
| Tate Taylor      | – Löjtnant Percy |
| Lynda Boyd       | – Edna           |
| Bill Mondy       | – McIntyre       |